# آدامز (نبراسکا)
آدامز(به انگلیسی: Adams) شهری در ایالت نبراسکا کشور ایالات متحده آمریکا است که جمعیت آن در سرشماری سال ۲۰۱۰ میلادی، ۵۷۳ نفر بوده‌است.